# Alguazil (corrida)
Pour les articles homonymes, voir Alguazil.

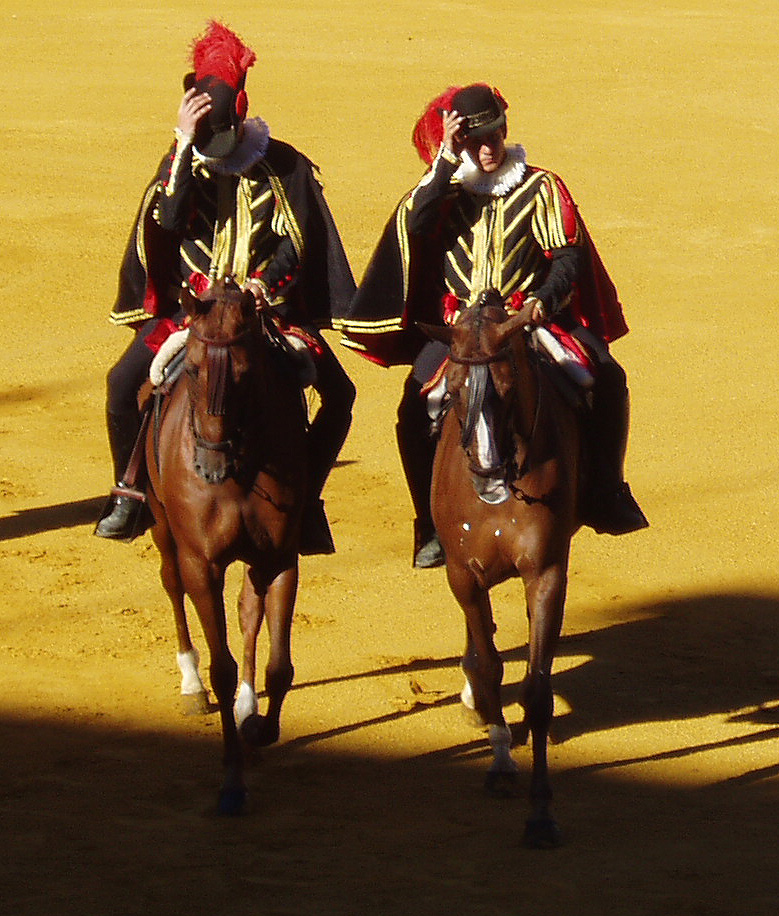
Alguazils des arènes de El Puerto de Santa María

L'alguazil, de l'espagnol alguacilillo, diminutif de l'espagnol alguacil (officier de justice) — mot dont l'origine est arabe (āl-wazir) — est le « policier » de l'arène pendant la corrida.

## Origine
Alguacil est le nom que portaient en Espagne les agents de police qui remplissaient à la fois les fonctions d'huissier, de sergent de ville et de gendarme.
Avant la construction d'arènes à partir du XVIIIe siècle, c'est à eux que revenait la charge d'évacuer la plaza mayor des villes où se tenaient les combats. À l'époque, un escadron entier était parfois nécessaire pour faire évacuer les badauds. Cette opération se nommait despejo de la place (plaza).

## Présentation
Les alguazils contemporains interviennent dans les arènes. Ils sont vêtus de noir, à la mode des seigneurs de Philippe II d'Espagne, (XVIe siècle) selon Jean Testas ou comme les officiers de police de Philippe IV d'Espagne, (XVIIe siècle) selon Paul Casanova et Pierre Dupuy. S'ils symbolisent toujours l'ordre, ils sont surtout un souvenir du passé.
Au nombre de deux, placés sous l'autorité du président, ils sont principalement chargés de veiller au respect du règlement par tous les acteurs de la corrida. En dehors de la corrida de rejón et de la course portugaise, ils sont les seuls, avec les picadors, à se déplacer à cheval.
Il existe aussi des femmes-alguazil, ce que le public apprécie beaucoup, mais que Robert Bérard n'apprécie pas entièrement : « La mode actuelle qui incite des femmes à assumer ce rôle, dans ce milieu particulièrement machiste, peut être perçue comme folklorique. »

## Rôle

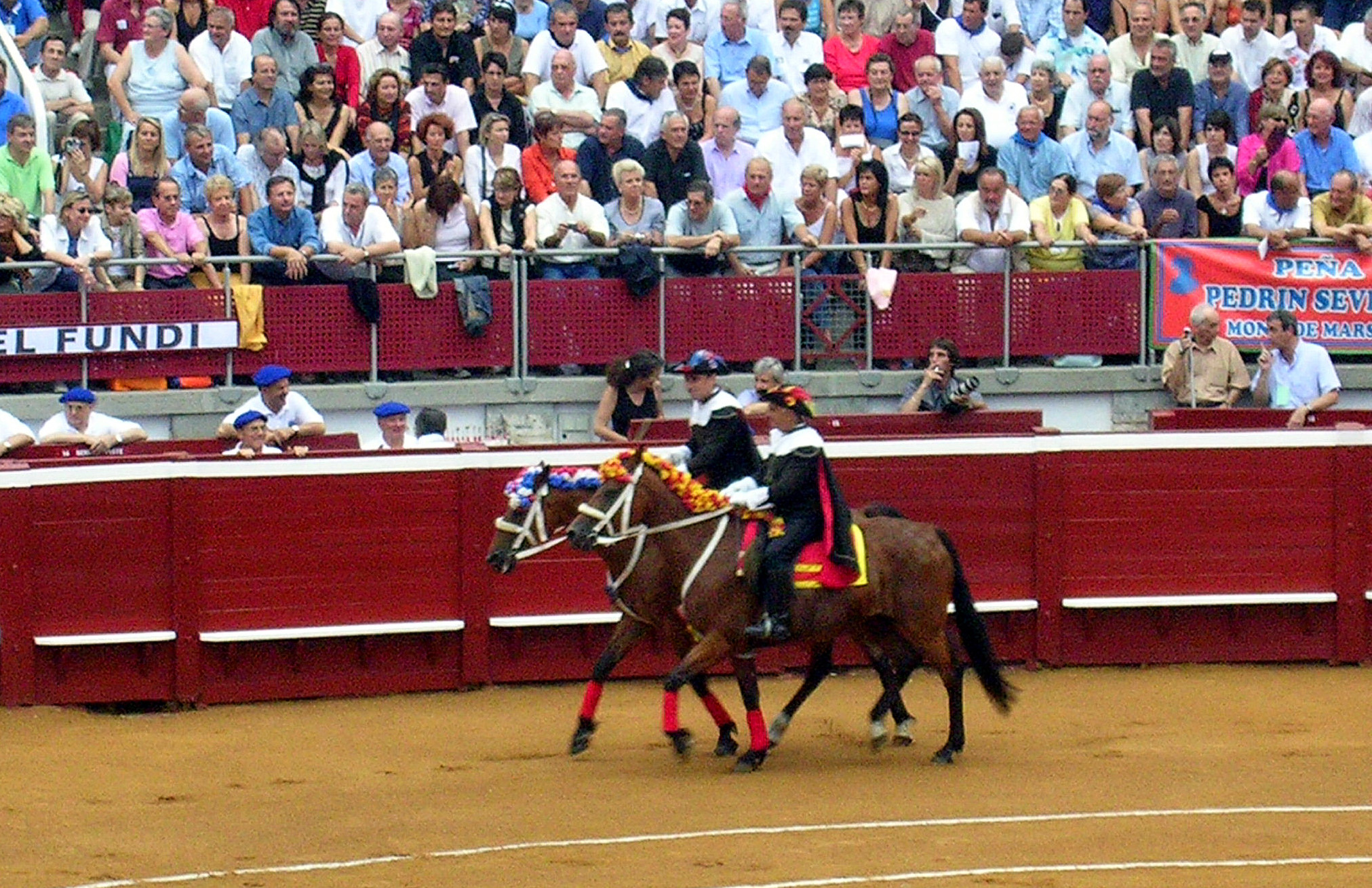
Alguazils effectuant le despejo - arènes du Plumaçon à Mont-de-Marsan

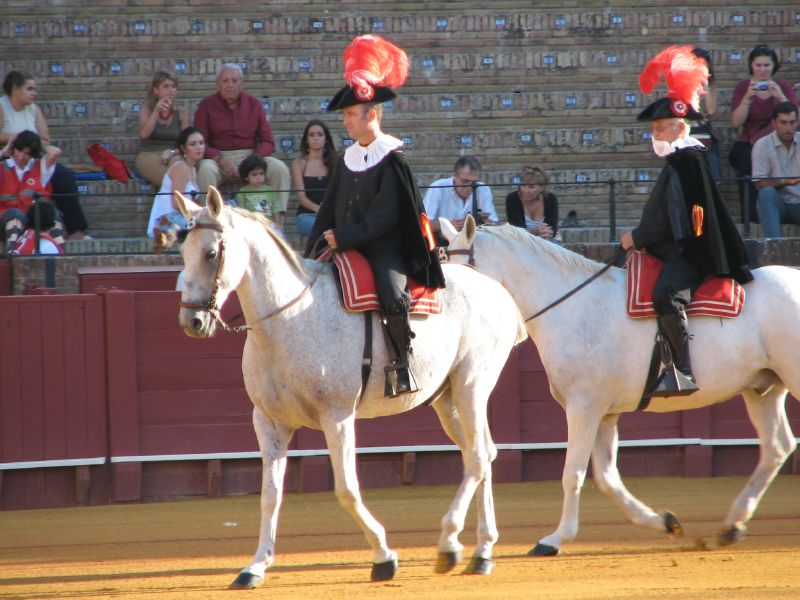
Alguazils de la Maestranza de Séville

Les alguazils s'avancent à cheval au signal donné avec un mouchoir blanc par le président, accordant ainsi la permission d'entamer la cérémonie. Ils disparaissent puis reviennent menant le cortège des toreros qu'ils conduisent devant la loge présidentielle. Le paseo commence. La cuadrilla salue à son tour et prend place. Les alguazils se présentent de nouveau devant la présidence et demandent l'autorisation d'ouvrir le combat. Le président leur jette alors la clef du toril. Il s'agit en réalité une clef factice, souvenir du temps où les municipalités gardaient la clef réelle jusqu'au début de la corrida, par crainte du vol des taureaux. Les alguazils vont alors remettre symboliquement la « clef » au torilero, employé des arènes chargé de l'ouverture et de la fermeture des portes du toril.
Dans certaines arènes, les alguazils réalisent toujours un simulacre de despejo du redondel.
Enfin, ils surveillent, le cas échéant, la découpe des trophées accordés par le président, après que la dépouille du taureau a été tirée hors de la piste par l'arrastre, et les remettent au matador.
En France, le rôle des alguazils est précisé dans l'article 19 du Règlement de l'Union des villes taurines françaises.

## Autre usage
Alguazil s'emploie également en français pour désigner un fonctionnaire subalterne de police. Il s'emploie par plaisanterie ou mépris  vis-à-vis d'un agent de la police ou de la justice chargé de procéder à des arrestations (ex : Il fut arrêté par des alguazils).